# Richard Hickox
Richard Sidney Hickox (Stokenchurch, 5 de marzo de 1948-Swansea, 23 de noviembre de 2008) fue un director de orquesta y organista británico.

## Vida
Hickox nació en Stokenchurch en el condado de Buckinghamshire en el seno de una familia musical. Asistió a la Royal Grammar School, High Wycombe de 1959 a 1966. Recibió formación musical en la Royal Academy of Music de Londres de 1966 a 1967. De 1967 a 1970 luego fue profesor de órgano en el Queens' College de Cambridge .
Hickox estuvo casado tres veces. En 1970 se casó con Julia Smith y se divorciaron en 1976.
Su segundo matrimonio con Frances Sheldon-Williams produjo un hijo, Tom, y también terminó en divorcio. Su tercer matrimonio fue con la contralto Pamela Helen Stephen, y produjo dos hijos, Adam y Abigail.
El 23 de noviembre de 2008, durante una sesión de grabación de la Primera Sinfonía Coral de Holst para Chandos, Hickox enfermó y murió en Swansea por una disección torácica de un aneurisma. Había sido programado para llevar a cabo una nueva producción de la obra Riders to the Sea de Vaughan Williams en la English National Opera más tarde en ese mes. El 26 de noviembre de 2008 se celebró un servicio conmemorativo en el Queens' College de Cambridge, con música dirigida por David Willcocks. El 12 de marzo de 2009 tuvo lugar un servicio de acción de gracias en la Catedral de San Pablo de Londres.

## Carrera
En 1967 mientras su padre era vicario de Wooburn, Buckinghamshire, Hickox fundó el Festival de Wooburn y finalmente se convirtió en su presidente. El festival todavía se lleva a cabo y presenta música, drama y artes visuales. También fundó los Wooburn Singers y continuó como director hasta que lo sucedió Stephen Jackson.
De 1970 a 1971 fue director de música en la Maidenhead Grammar School (más tarde Desborough School). En 1971 fundó la orquesta de cámara City of London Sinfonia y fue su director musical hasta su muerte. También fundó los Richard Hickox Singers en el mismo año. Este conjunto aparece en la canción «Hello Earth» del álbum Hounds of Love de Kate Bush. La sección coral es la canción popular georgiana «Tsintskaro». Fue el director musical en el Festival de Música St. Endellion de 1972 a 2008.
En 1972, a los 24 años, fue nombrado sucesor de Martin Neary como organista y maestro de música en la iglesia de St. Margaret's, Westminster (la iglesia del Parlamento), añadiendo posteriormente las direcciones del London Symphony Chorus (1976) y de la Bradford Festival Choral Society (1978). De 1982 a 1990, se desempeñó como director artístico de la Sinfónica del Norte de Newcastle. Fue director invitado asociado de la Orquesta Sinfónica de Londres desde 1985 hasta su muerte. Fue director de Coro del London Symphony Chorus desde 1976 hasta 1991, con quien estrenó The Three Kings de Peter Maxwell Davies en 1995. Estrenó A Dance on the Hill en 2005, del mismo compositor. Su repertorio incluyó más de 100 estrenos.
En 1990 cofundó con Simon Standage la orquesta barroca Collegium Musicum 90. Durante cinco años fue director musical del Festival de los Dos Mundos en Espoleto, Italia. De 2000 a 2006 fue director principal de la Orquesta Nacional de Gales de la BBC y luego se convirtió en su director emérito. En 2005 fue nombrado director musical de la Ópera de Australia. En este cargo, dirigió los estrenos australianos de El amor de las tres naranjas, Rusalka y Arabella (que ganó el prestigioso Premio Helpmann a la mejor ópera de 2008). Colaboró en nuevas producciones de Los cuentos de Hoffmann y Alcina. Sus grabaciones de El amor de las tres naranjas y Rusalka fueron lanzadas por Chandos Records y recibió críticas muy positivas en la prensa internacional y local. También dirigió grandes resurgimientos, entre ellos Tannhäuser, Death in Venice, Giulio Cesare, Billy Budd y The Makropulos Affair.
En los últimos años, los cantantes de ópera australianos Fiona Janes y Bruce Martin, anteriormente presentados en la Opera de Australia, abandonaron la organización y criticaron a Hickox y a la Ópera de Australia por las disminuciones percibidas en los estándares artísticos desde el inicio de la gestión de Hickox. También fue presidente de la Sociedad Elgar.
El maestro británico estaba contratado como director musical de Opera Australia hasta 2012 en el momento de su muerte en noviembre de 2008.

## Premios y reconocimientos
- En 1997 ganó un Premio Grammy a la mejor grabación de ópera por su grabación de Peter Grimes de Britten.
- En 2002, en los honores del cumpleaños de la Reina, fue nombrado Comandante de la Orden del Imperio Británico (CBE).[12]
- Obtuvo cinco Premio Gramophone: 
  - 1992 – por Britten: War Requiem.
  - 1994 – por Delius: Sea Drift.
  - 1995 – por Walton: Troilus y Cressida.
  - 2001 – por Vaughan Williams: A London Symphony (en su versión original de 1913) ganó los premios Disco del año y Mejor disco orquestal.
  - 2006 – por  Stanford: Songs of the Sea ganó el premio Elección del Editor.
- En 2003 recibió un doctorado honoris causa en Música por la Universidad de Durham.
- Fue nombrado miembro honorario de Queens' College de Cambridge.
- Recibió dos Premios de la Música de la Royal Philharmonic Society.
- Primer Premio Sir Charles Groves.
- Evening Standard Opera Award.
- Premio de la Asociación de Orquestas Británicas.

## Discografía selecta
Su repertorio de grabación se concentró en la música británica, en la que realizó varios estrenos de grabación para Chandos Records, compañía para la cual realizó más de 280 grabaciones. Hizo también la segunda grabación del Requiem de Delius (1996).
- 1989 – Mendelssohn: Elijah. Orquesta Sinfónica de Londres (Chandos).
- 1991 – Britten: War Requiem, Sinfonia Da Requiem, Ballad of Heroes. Orquesta Sinfónica de Londres (Chandos). Premio Gramophone 1992.
- 1991 – Delius: Paris, Florida Suite, Brigg Fair. (EMI Warner).
- 1993 – Britten: A Midsummer Night's Dream. (EMI Virgin Erato).
- 1993 – Delius: Sea Drift; Songs of Farewell; Songs of Sunset. Bryn Terfel, Orquesta Sinfónica de Bournemouth (Chandos). Premio Gramophone.
- 1993 – Poulenc: Gloria, Stabat Mater. Catherine Dubosc, Westminster Singers, City of London Sinfonia (EMI Virgin Erato).
- 1995 – Walton: Troilus and Cressida. Judith Howarth, Opera North Orchestra (Chandos). Premio Gramophone.
- 1996 – Britten: Peter Grimes. Philip Langridge (Chandos). Grammy a la mejor grabación de ópera 1997.
- 1996 – Verdi: Requiem. Robert Lloyd, Orquesta Sinfónica de Londres (Chandos).
- 2000 – Hickox conducts Vaughan Williams. Northern Sinfonia of England (EMI Warner).
- 2001 – Vaughan Williams: A London Symphony; Butterworth: The Banks of Green Willow. Orquesta Sinfónica de Londres (Chandos). Premio Gramophone.
- 2005 – Orff: Carmina Burana. Coro y Orquesta Sinfónica de Londres (LSO).
- 2005 – Chaikovski: Serenade for strings etc. City of London Sinfonia (Erato).
- 2005 – Great Opera Choruses. Coro y Orquesta Sinfónica de Londres (LSO).
- 2006 – Britten: Les Illuminations, Serenade, Nocturne, Noye's Fludde. City of London Sinfonia (EMI Virgin Erato).
- 2006 – Stanford: Songs of the Fleet; The Revenge; A Ballad of the Fleet; Songs of the Sea. Gerald Finley, BBC National Chorus of Wales (Chandos). Premio Gramophone 2006.
- 2007 – Vaughan Williams: Sinfonía n.º 1; The Wasps Overture. Orquesta Sinfónica de Londres (Chandos).
- 2009 – Vaughan Williams: A Sea Symphony; Hodie. Orquesta Philharmonia (EMI Warner).